# (2665) Schrutka
(2665) Schrutka est un astéroïde de la ceinture principale.

## Description
(2665) Schrutka est un astéroïde de la ceinture principale. Il fut découvert le 24 février 1938 à Heidelberg par Alfred Bohrmann. Il présente une orbite caractérisée par un demi-grand axe de 2,25 UA, une excentricité de 0,09 et une inclinaison de 4,8° par rapport à l'écliptique.

## Compléments